# Synchronic (film)
Sincronic (în engleză Synchronic) este un film SF de groază regizat de Justin Benson și Aaron Moorhead după un scenariu de Benson. În rolurile principale au interpretat actorii Jamie Dornan și Anthony Mackie ca doi paramedici care dau peste oameni care se droghează cu aceeași substanță - Sincronic - și experimentează călătorii în timp.
A fost produs de studiourile XYZ Films, Patriot Pictures și Rustic Films și a avut premiera la Festivalul Internațional de Film din Toronto la 7 septembrie 2019, fiind distribuit de Well Go USA Entertainment. Coloana sonoră a fost compusă de 	Jimmy LaValle.  A avut încasări de 1 milion de dolari americani.

## Rezumat
Dennis și Steve sunt prieteni de la facultate. În prezent, ei lucrează în același schimb ca paramedici în New Orleans; toate schimburile de noapte sunt ale lor. În fiecare zi văd răni, supradoze și decese.
Cu toate acestea, aceste răni sunt din ce în ce mai greu de explicat. Pacienții inconștienți se comportă extrem de ciudat. Se pare că un nou drog sintetic este de vină pentru tot. A fost puțin studiat și nimeni nu-i poate identifica efectele. Dennis și Steve se confruntă împreună cu situații dificile în fiecare seară, dar nu sunt în măsură să înțeleagă ce se întâmplă în jurul lor. Problemele din viața fiecăruia îi îndepărtează (deși ar fi mai indicat să le rezolve împreună).
Brianna, fiica de 18 ani a familiei Dannelly, dispare. Steve își dă seama că numai folosind Sincronic o poate găsi rătăcită în trecut.

## Distribuție
Au interpretat actorii:
- Jamie Dornan - Dennis Dannelly
- Anthony Mackie - Steve Denube
- Ally Ioannides - Brianna Dannelly
- Katie Aselton - Tara Dannelly
- Bill Oberst Jr. - The Looter
- Natasha Tina Liu - Christina
- Martin Bats Bradford - Bob
- Adam J. Yeend - Kyle
- Devyn A. Tyler - Danika
- Betsy Holt - Leah
- Shane Brady - Travis